# Iván López (Leichtathlet, 1990)
Iván López (* 10. März 1990) ist ein chilenischer Mittel- und Langstreckenläufer.
Bei den Panamerikanischen Spielen 2011 in Guadalajara wurde er Achter über 1500 m.
2013 gewann er bei den Leichtathletik-Südamerikameisterschaften in Cartagena Bronze über 1500 m und bei den Juegos Bolivarianos jeweils Silber über 1500 m und 5000 m.
Beim Leichtathletik-Continentalcup 2014 in Marrakesch erreichte er über 5000 m nicht das Ziel.

## Persönliche Bestzeiten
- 1500 m: 3:38,56 min, 21. Juni 2014, Amiens
- 3000 m: 7:54,50 min, 30. März 2013, Asunción
- 5000 m: 13:51,48 min,	14. Februar 2014, Santiago de Chile